# Şaddilî
Die Şaddilî (Şadî, Şadlû, Şahdeli oder Şadiyan) sind ein Kurdenstamm in Dersim, West-Aserbaidschan und Nord-Chorasan.

## Geschichte
Die Sadilli gründeten im Jahre 950 das Fürstentum der Schaddadiden in Aserbaidschan-Aras. Nach dem Fall des Fürstentums um ca. 1090 flüchtete ein Teil des Stammes nach Anatolien. Die in West-Aserbaidschan verbliebenen Şaddilî-Kurden wurden zum größten Teil im 17. Jahrhundert von den Safaviden nach Khorasan verlegt, wo sie heute noch leben. 

## Quelle
- Van Bruinessen, M. M.: Agha, Scheich und Staat, Berlin 2003.
- E. S. Soane: The Shadi branch of Kurmanji, In: JRAS, 1909, S. 895–921.
- Nejat Birdoğan: Anadolu ve Balkanlar'da Alevi Yerleşmesi, ISBN 9758022032
- Mahmut Rişvanoğlu: Doğu Aşiretleri Ve Emperyalizm, İstanbul, 1978, (1992 Neuauflage)